# 颱風布拉萬 (2023年)
颱風布拉萬（英語：Typhoon Bolaven，國際編號：2315，聯合颱風警報中心：WP152023）是2023年太平洋颱風季第15個被命名的熱帶氣旋。「布拉萬」（ບໍລະເວນ，國際音標：[bɔːˈlaʔʋeːn]）一名由寮國提供，即布拉萬高原。

## 發展過程
10月5日，一個熱帶擾動在密克羅尼西亞聯邦西方海域生成，美國海軍研究實驗室給予擾動編號98W。
10月6日下午1時30分，聯合颱風警報中心將其評級提升為「高」，並對其發布熱帶氣旋形成警報。晚上8時，日本氣象廳將其升格為熱帶低氣壓。
10月7日淩晨2時，台灣中央氣象署將其升格為熱帶性低氣壓，給予編號TD17。上午8時，聯合颱風警報中心將其升格為熱帶性低氣壓，給予熱帶氣旋編號15W。下午2時，日本氣象廳將其升格為熱帶風暴，並將其命名為布拉萬。同時，台灣中央氣象署將其升格為輕度颱風；中國氣象局亦將其升格為熱帶風暴。晚間8時，聯合颱風警報中心將其升格為熱帶風暴。
10月9日凌晨2時，日本氣象廳將其升格為強烈熱帶風暴。晚上8時，台灣中央氣象署將其升格為中度颱風。
凌晨2時，中國氣象局將其升格為颱風。上午8時，聯合颱風警報中心將其升格為一级颱風。同時，日本氣象廳將其升格為颱風。
10月11日凌晨2時，中國氣象局將其升格為強颱風。上午8時，聯合颱風警報中心將其升格為超級颱風。同時，中國氣象局將其升格為超強颱風；台灣中央氣象署將其升格為強烈颱風；香港天文台將其升格為超強颱風。
10月13日下午2时，聯合颱風警報中心將其降格為颱風。下午5時，中國氣象局將其降格為強颱風。晚上8時，台灣中央氣象署將其降格為中度颱風。同時，香港天文台將其降格為強颱風。
10月14日上午2時，中國氣象局將其降格為颱風。下午2時，台灣中央氣象署將其降格為輕度颱風。晚間8時，日本氣象廳表示布拉萬轉化為溫帶氣旋。

## 外部連結
| 太平洋颱風季             |
| 主題頁 - 專題 - 編輯指南 |

- （日語）日本氣象廳首頁 （页面存档备份，存于）
- （英文）聯合颱風警報中心首頁 （页面存档备份，存于）
- （简体中文）中國國家氣象中心首頁 （页面存档备份，存于）
- （繁體中文）臺灣中央氣象署首頁 （页面存档备份，存于）
- （繁體中文）香港天文台首頁 （页面存档备份，存于）
- （繁體中文）澳門地球物理暨氣象局首頁 （页面存档备份，存于）
- （英文）菲律賓大氣地球物理和天文管理局 惡劣天氣公告 （页面存档备份，存于）
- （泰文）泰國氣象局首頁 （页面存档备份，存于）